# Satja Sáí Bába

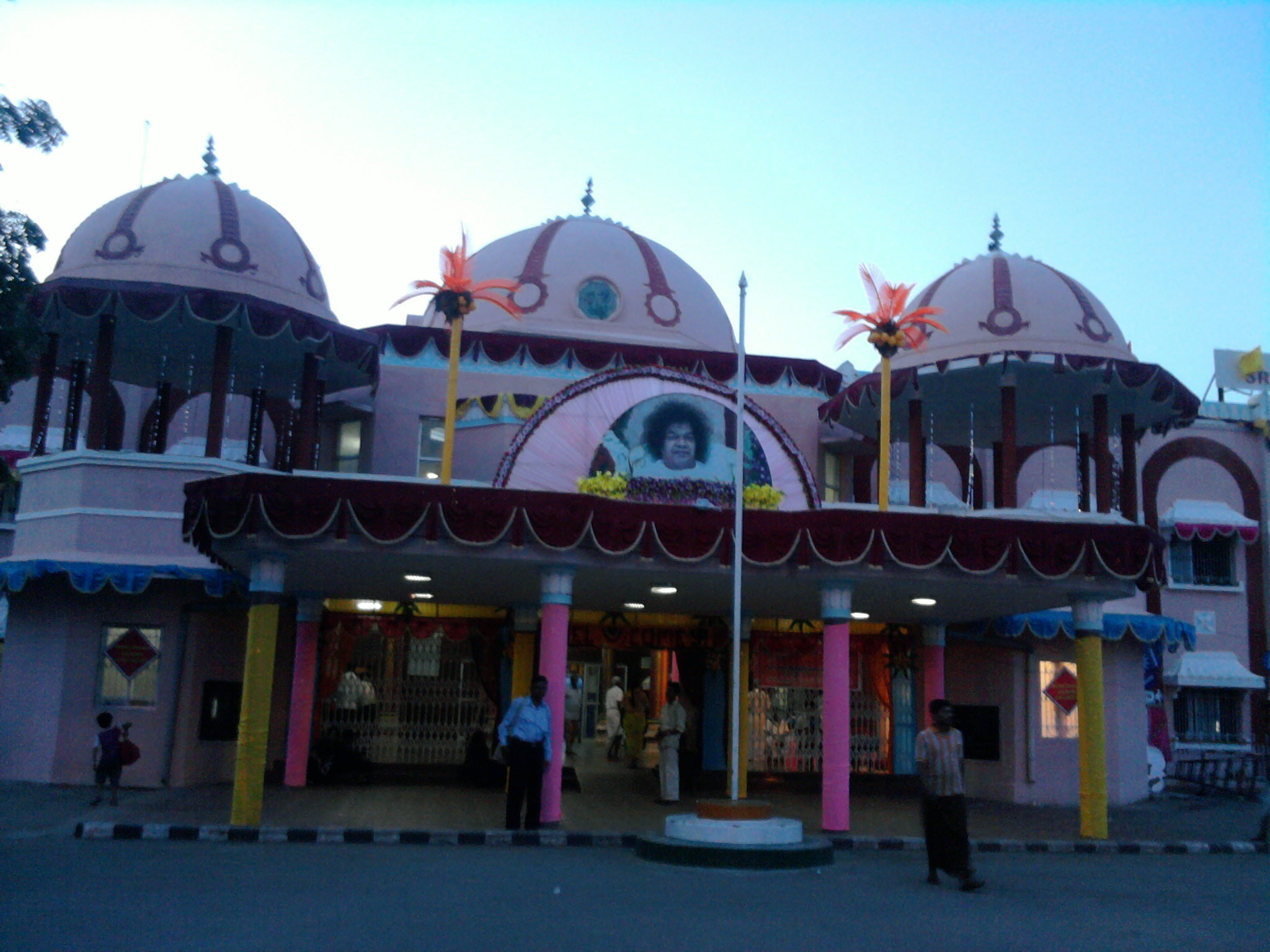
Puttaparthi

Satja Sáí Bába (anglicky Sathya Sai Baba, telugu సత్య సాయి బాబా; rodným jménem Sathyanarayana Raju, 23. listopadu 1926 – 24. dubna 2011) byl indický guru.

## Názory
Stoupenci Satja Sáí Báby mu přičítají různé magické schopnosti, zejména schopnosti zhmotnit různé věci: prsteny, náhrdelníky, hodinky. Skeptici ho naopak obviňují z používání triků a podvodů.

## Učení Satja Sáí Báby
Satja Sáí Bába předával ve svých promluvách a psaných textech moudrost, přičemž nabízel vedení ve všech aspektech duchovního, náboženského a na lidské hodnoty zaměřeného života. Učil, že základní podstata člověka je božská a smyslem života je uvědomit si tohoto božství. Toho lze dosáhnout morálním životem, nesobeckou službou lidem v nouzi, konáním duchovní praxe a rozvíjením lásky, úcty a soucitu vůči veškerému životu.

### Náboženství
Satja Sáí Bába učil, že všechna náboženství vyjadřují stejné univerzální principy. Nabádal lidi, aby:
- věřili v Boha, protože je jeden Bůh pro celé lidstvo, ačkoliv může být nazýván mnohými jmény a vede k němu mnoho cest
- upřímně následovali svá náboženství a žili svůj každodenní život v souladu s dobrým chováním a morálkou
- respektovali ostatní náboženství, protože žádné z nich neobhajuje negativní a nižší vlastnosti člověka
- vykonávali nesobeckou službu chudým, nemocným a lidem v nouzi, bez myšlenky na odměnu nebo slávu
- ve svých životech pěstovali hodnoty pravdy, boží lásky, správného jednání, míru a nenásilí a svými životy propagovali tyto hodnoty mezi všemi
- milovali a sloužili zemi, ve které žijí a ctili její zákony

#### Citace
"Milujte všechny, služte všem. — Vždy pomáhejte, nikdy nezraňujte."

## Dílo
- Satja Sáí promlouvá sv. 1, vydal TRIGON, 1997
- Satja Sáí promlouvá sv. 2, vydal SAI CENTER Zámrsk, 1998
- Satja Sáí promlouvá sv. 3, vydala GRAFIE, 1998
- Satja Sáí Bába: Promluvy 4, vydalo Satja Sáí vzdělávací centrum, 2011
- Satja Sáí promlouvá sv. 13, vydala Pragma, 2002
- Satja Sáí Bába: Promluvy 38, vydalo Satja Sáí vzdělávací centrum, 2012
- Préma Váhiní, vydal Český svaz jógy, 2001
- Dharma Váhiní, vydal Český svaz jógy, 2002
- Prašnóttara Váhiní, vydala Ruth Hálová, 2003
- Promluvy k zámořským oddaným, vydalo Satja Sáí vzdělávací centrum, 2004

- Myšlenka pro každý den, 1008 výroků Bhagavána Šrí Satja Sáí Báby, vydala Ruth Hálová a Marie Nováková, 2003